# Прапор Роздольненського району
Пра́пор Роздольненського райо́ну затверджений 6 липня 2009 року рішенням № 496-5/09 Роздольненської районної ради.

## Опис
Прямокутне полотнище у співвідношенні ширини та довжини як 2:3, що складається з синьої і зеленої горизонтальних смуг завширшки відповідно 3/4 та 1/4 ширини прапора. У нижній частині синьої смуги — три білі хвилясті смуги завширшки: дві верхні — 1/40, а нижня — 1/20 ширини прапора. У центрі синьої смуги — білий лебідь, що пливе до древка заввишки 2/5 ширини прапора, у центрі зеленої смуги — 6 зібраних по 3 та схрещених жовтих колосів.

## Значення символіки
Проєкт прапора побудований на основі елементів герба Роздольненського району і несе його символіку.